# Ulrich Friborg
Ulrich Friborg, "Lynet fra Risvangen" (født 12. august 1939) er en tidligere dansk atlet, som var medlen af Skovbakken.
Friborgs begyndte på atletikken i 1959. Det var i militæret, at hans talentet for at løbe hurtigt blev opdaget. Karriere tog fart i starten af tresserne da han allerede efter to års træning løb 100 meter på tiden 10,8. Året efter blev det 10,7 og det år blev han dansk mester på 100 meter. Som 31-årig tillhørte han stadig den danske sprinterelite og blev sølvmedaljevinder på 100 meter ved de danske mesterskaber 1970. Skovbakkens 4 x 100 meter stafethold, med Friborg på holdet blev samme år danske mestre i dansk rekordtid 42,0.
I længdespring sprang han 7,42. Han var på Skovbakkens hold i Danmarksturneringen, der i årerne fra 1963 til slutningen af halvfjerdserne vandt mere end ti danske mesterskaber.
Efter den aktive karriere var Friborg træner i Skovbakken, også Dansk Atletik Forbund tog brug af Friborgs evner som træner. Senere blev han formand for Skovbakkens atletik afdeling.
Friborg arbejdede i mange år i Århus Sporveje.

## Danske mesterskaber
- Sølv 1970    100 meter  11.0
- Bronze 1967    100 meter  11.0
- Sølv 1964    Længdespring   6,64
- Bronze 1964    100 meter  10.7
- Guld  1963    100 meter  10.8
- Bronze 1962    100 meter  10.8
- Bronze 1962    200 meter  22.8